# Cercidiphyllum magnificum
Cercidiphyllum magnificum là một loài thực vật có hoa trong họ Cercidiphyllaceae. Loài này được (Nakai) Nakai miêu tả khoa học đầu tiên năm 1920.